# Col de la Loze
Col de la Loze er et bjergpas i de franske alper med en højde på 2.304 meter. En vej op ad bjerget blev åbnet i maj 2019, og er det syvende-højeste bjergpas i Frankrig. 

## Cykling
Stigningen var en del af ruten i Tour de l'Avenir 2019, og 17. etape af Tour de France 2020 havde mål på toppen af bjerget. Senere var passet en del af Tour de France i 2023 og 2025.
| År   | Etape | Start for etapen | Distance | Etapevinder        | Gule førertrøje |
| ---- | ----- | ---------------- | -------- | ------------------ | --------------- |
| 2020 | 17    | Grenoble         | 170 km   | Miguel Ángel López | Primož Roglič   |
| 2025 | 18    | Vif              | 171,5 km | Ben O'Connor       | Tadej Pogačar   |

| År   | Etape | Kategori | Start                    | Mål        | Fører på toppen |
| ---- | ----- | -------- | ------------------------ | ---------- | --------------- |
| 2023 | 17    | HC       | Saint-Gervais Mont-Blanc | Courchevel | Felix Gall      |